# Columbia Forest Products

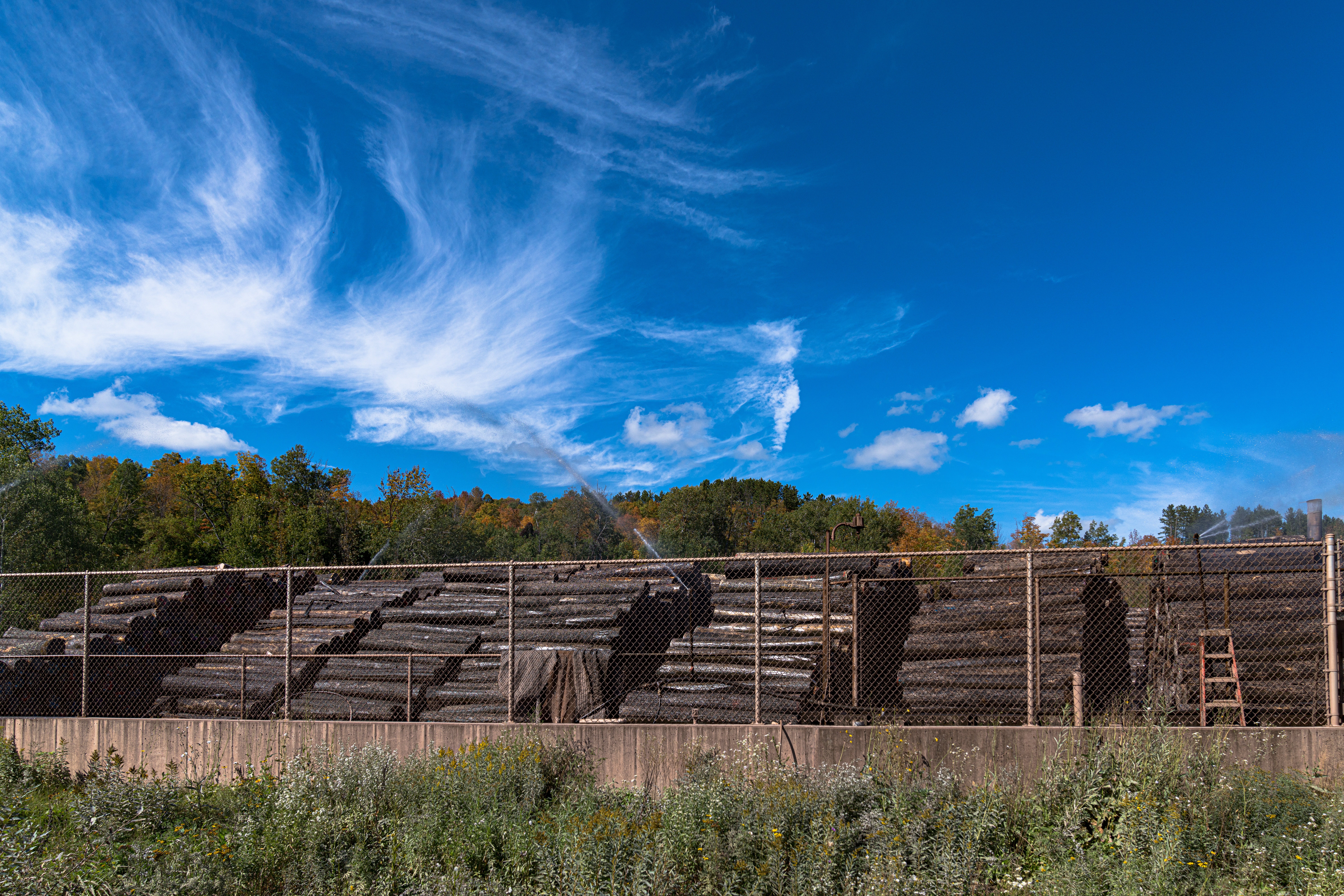
Stockage de billes de bois sur un site industriel de Columbia Forest Products dans le Wisconsin.

Columbia Forest Products est le plus grand manufacturier de contreplaqué en Amérique du Nord. Son siège actuel est à Greensboro en Caroline du Nord.
Fondée en 1957 à Klamath Falls en Oregon. Spécialisé dans la fabrication de panneau de bois à âmes multiples utilisé dans le domaine de l'architecture commerciale et pour l'ébénisterie. À la fin de 2006, Columbia Forest Products a converti sa fabrication de panneaux de contreplaqué.